# Paw Paw, Michigan
Paw Paw är administrativ huvudort i Van Buren County i den amerikanska delstaten Michigan. Enligt 2010 års folkräkning hade Paw Paw 3 534 invånare.